# Maddalena Scrovegni
Maddalena Scrovegni (Padova, 1356 – Venezia, 1429) è stata un'umanista e nobildonna italiana.
(Andrea Gatari)

## Biografia
Figlia di Ugolino Scrovegni fu sposa di Francesco Manfredi di Reggio,appartenne alla prima generazione delle donne umaniste. Lombardo della Seta gli dedicò l'operetta De quibusdam memorandis mulieribus. Nel 1390 fu esule con la famiglia a Venezia, dove fondò un ospizio per i poveri.